# Tuti szajré
A Tuti szajré (eredeti cím: Empire State) 2013-ban bemutatott amerikai bűnügyi filmdráma, melyet Dito Montiel rendezett. A főszerepet Liam Hemsworth, Dwayne Johnson és Emma Roberts alakítja. A film megtörtént események alapján készült. A történet középpontjában két gyerekkori barát áll, akik ki akarnak rabolni egy páncélautót, azonban egy NYPD rendőrtiszt (Johnson) az útjukba áll.
A film DVD-n és Blu-rayen jelent meg 2013. szeptember 3-án. A magyarországi megjelenése december 4-én volt.

## Cselekmény
Az 1980-as évek elején a Bronxban dolgozó Chris Potamitis (Hemsworth) megbukik a rendőrakadémia felvételijén, ezért biztonsági őrnek jelentkezik az Empire State pénzszállító céghez. Éjjeliőrként Chris észreveszi a vállalat laza biztonsági szabályait, viszont hibát követ el, amikor felfedezését megemlíti legjobb barátjának, Eddie-nek (Angarano). Eddie hamar meggyőzi őt, hogy beépített emberként vegyen részt egy nagyszabású rablásban. A New York-i rendőrkapitányság veterán nyomozója, James Ransone (Dwayne Johnson) gyanút fog és várja a pillanatot, hogy elkaphassa a két férfit.

## Szereplők
| Szerep                | Színész              | Magyar hang        |
| --------------------- | -------------------- | ------------------ |
| Chris Potamitis       | Liam Hemsworth       | Fehér Tibor        |
| James Ransone nyomozó | Dwayne Johnson       | Galambos Péter     |
| Eddie                 | Michael Angarano     | Renácz Zoltán      |
| Nancy Michaelides     | Emma Roberts         | Bogdányi Titanilla |
| Lizzette              | Nikki Reed           | Berkes Boglárka    |
| Spyro                 | Chris Diamantopoulos | Welker Gábor       |
| Tommy                 | Paul Ben-Victor      | Háda János         |
| Jimmy                 | Jerry Ferrara        | Hamvas Dániel      |
| Tony                  | Michael Rispoli      | Kerekes József     |
| Dina                  | Sharon Angela        | Borbás Gabi        |
| Nugent ügynök         | James Ransone        | Seder Gábor        |
| Marichal ügynök       | Roger Guenveur Smith | Rosta Sándor       |

## A film készítése
A film forgatására 2012 májusa és júniusa között került sor Torontóban (Queens) és New Orleansban.

## Filmzene
A Tuti szajré filmzenei albuma 2013. szeptember 3-án jelent meg.
| 1.    | Opening                | David Wittman | 0:53 |
| 2.    | Bathroom               | David Wittman | 1:27 |
| 3.    | Family                 | David Wittman | 1:17 |
| 4.    | Want Ads               | David Wittman | 0:32 |
| 5.    | Dog In There           | David Wittman | 1:05 |
| 6.    | Dad Got Fired          | David Wittman | 1:07 |
| 7.    | OTB                    | David Wittman | 1:08 |
| 8.    | Kids Clean             | David Wittman | 0:47 |
| 9.    | Driving                | David Wittman | 1:03 |
| 10.   | Finding Letter         | David Wittman | 1:30 |
| 11.   | Broomstick             | David Wittman | 2:57 |
| 12.   | TV Boom                | David Wittman | 0:27 |
| 13.   | Shootout               | David Wittman | 6:33 |
| 14.   | Jimmy Shot             | David Wittman | 0:35 |
| 15.   | Eddie Breaks In        | David Wittman | 1:12 |
| 16.   | After the Heist        | David Wittman | 0:30 |
| 17.   | Interrogating Chris    | David Wittman | 1:20 |
| 18.   | Go For a Walk          | David Wittman | 2:25 |
| 19.   | Eddie Plots            | David Wittman | 2:07 |
| 20.   | Interrogating Chris II | David Wittman | 1:53 |
| 21.   | Interrogating Eddie    | David Wittman | 1:35 |
| 22.   | Need Some Money        | David Wittman | 1:45 |
| 23.   | End Theme              | David Wittman | 0:49 |
| 34:57 |                        |               |      |

## Fordítás
- Ez a szócikk részben vagy egészben  az   Empire_State_(2013_film) című angol Wikipédia-szócikk fordításán alapul.  Az eredeti cikk szerkesztőit annak laptörténete sorolja fel. Ez a jelzés csupán a megfogalmazás eredetét és a szerzői jogokat jelzi, nem szolgál a cikkben szereplő információk forrásmegjelöléseként.